# Protosincel·le
Un protosincel·le (grec: πρωτοσύγκελλος, protosínguel·los) és l'adjunt principal del bisbe d'una eparquia per a l'exercici de l'autoritat administrativa en una església ortodoxa o catòlica oriental. És l'equivalent del vicari general en les esglésies occidentals.

## Diòcesis
El protosincel·le és generalment un sacerdot, arximandrita, corbisbe o bisbe auxiliar d'alt rang escollit per ajudar el bisbe a complir les seves responsabilitats administratives. En aquesta capacitat, el protosincel·le exerceix el poder executiu del bisbe sobre tota l'eparquia.
El nom deriva de «sincel·le» (σύγκελλος, sínguel·los), un terme utilitzat a l'església primitiva per referir-se als monjos o clergues que vivien a la mateixa cel·la que els seus respectius bisbes i tenien el deure d'observar la seva vida pura i dur-hi a terme exercicis espirituals quotidians.
En l'Església Oriental, esdevingueren els consellers i confessors dels patriarques i es guanyaren la seva confiança. Ocupaven el primer rang després dels seus amos i tenien veu i vot en els concilis de l'Església. Amb el pas del temps, els patriarques agafaren dos o més sincel·les, el primer del qual fou anomenat «protosincel·le» (o «primer sincel·le»).

## Missions
Un protosincel·le també pot ser l'ordinari d'una Dependència Patriarcal catòlica oriental, una jurisdicció missionera prediocesana, encara que hagi estat investida en un eparca.